# Where Paths Meet
Where Paths Meet è un cortometraggio muto del 1912 diretto da  J. Farrell MacDonald (come Farrell MacDonald).

## Produzione
Il film fu prodotto dall'Independent Moving Pictures Co. of America (IMP).

## Distribuzione
Il film - un cortometraggio in una bobina - uscì nelle sale cinematografiche statunitensi il 1º aprile 1912, distribuito dalla Motion Picture Distributors and Sales Company.